# Музика Максим Іванович
Макси́м Іва́нович Музи́ка (* 1979) — український громадський активіст; учасник російсько-української війни.

## Життєпис
Народився в Києві 1979 року. Брав активну участь у подіях Майдану, став відомим тим, що під час гарячої фази Революції Гідності відкрив безкоштовні курси самозахисту для журналістів та активістів.
Під час окупації Криму їздив по півострову, допомагаючи заблокованим українським військовим. З березня по серпень 2014 року був активним волонтером. Брав участь у створенні волонтерського об'єднання «Народний тил».
З 1 серпня 2014 року добровільно пішов на фронт і відразу потрапив на штурм Савур-Могили у складі добровольчої розвідгрупи Героя України Ігоря Гордійчука.
В жовтні 2014 року під час перебування в новому терміналі Донецького аеропорту потрапив в об'єктив фотокореспондента Los Angeles Times Сергія Лойка. Його фото використало Міністерство оборони України в рекламній кампанії мобілізації. Також став прототипом одного з героїв роману «Аеропорт» Сергія Лойка, а саме Антона Скерцо.
На початку 2015 року був мобілізований як офіцер запасу і до кінця квітня 2016 року виконував завдання на фронті як командир групи спеціального призначення 73-го МЦСО. Дістав поранення. Нагороджений державною нагородою — медаллю «Захиснику Вітчизни» та відзнакою Генштабу «Учасник АТО».
Випустив збірку поезій «Тихотворения» (2016), а також книгу «Саур-Могила: военные дневники» (2016).
Згаданий у книгах «Є-люди», «Фантомная боль», а також у документальних фільмах «Позывной Диверсант», «В зоне АТО», «Рубиконы войны».